# Ri T’ae Nam
Ri T’ae Nam, również Ri Thae Nam (kor. 리태남, ur. 26 marca 1938) – północnokoreański polityk. Ze względu na przynależność do najważniejszych gremiów politycznych Korei Północnej, uznawany za członka elity władzy KRLD.

## Kariera
Ri T’ae Nam urodził się 26 marca 1938 roku w powiecie Yŏmju w prowincji P’yŏngan Północny. Absolwent Wyższej Szkoły Mechanicznej w Pjongjangu. Na początku kariery zawodowej pracował jako inżynier w zakładach przemysłu metalurgicznego. Od końca lat 70. XX wieku i w latach 80. był sekretarzem organizacji partyjnych w rafinerii dwóch hutach stali – od 1978 w rafinerii w mieście Kaesŏng, od lipca 1982 roku w hucie Kangsŏ, a od czerwca 1986 w hucie Ch’ŏllima w mieście Nampo, z którym był związany także po odejściu z zakładów.
Od stycznia 1987 roku sekretarz dzielnicowych struktur partyjnej w należącej do Nampo dzielnicy Ch’ŏllima. W latach 1992–1995 pracował we władzach miejskich Nampo, gdzie zajmował się sprawami gospodarczymi. Od stycznia 1996 do września 2003 szef prowincjonalnych struktur Partii Pracy Korei w prowincji Hamgyŏng Południowy, zaś od września 2003 do czerwca 2010 szef PPK w prowincji P’yŏngan Południowy. Wtedy także został wicepremierem północnokoreańskiego rządu, którym pozostawał do kwietnia roku 2011.
Deputowany Najwyższego Zgromadzenia Ludowego KRLD, parlamentu KRLD od IX do XI kadencji (tj. od września 1990 do marca 2009 roku), w ostatnich dwóch kadencjach zasiadał w Komisji Budżetowej NZL. W marcu 2009 roku (pozostając wciąż szefem PPK w prowincji P’yŏngan Południowy) został sekretarzem organizacji partyjnej w Zakładach Pojazdów Mechanicznych Sŭngni w mieście Tŏkch’ŏn w prowincji P’yŏngan Południowy. Na mocy postanowień 3. Konferencji Partii Pracy Korei 28 września 2010 roku został wybrany zastępcą członka Biura Politycznego KC, a także po raz pierwszy zasiadł w samym Komitecie Centralnym.
Po śmierci Kim Dzong Ila w grudniu 2011 roku, Ri T’ae Nam znalazł się na wysokim, 28. miejscu w 233-osobowym Komitecie Żałobnym. Świadczyło to o formalnej i faktycznej przynależności Ri T’ae Nama do grona kierownictwa politycznego Koreańskiej Republiki Ludowo-Demokratycznej. Według specjalistów, miejsca na listach tego typu określały rangę polityka w hierarchii aparatu władzy.

## Odznaczenia
Odznaczony Orderem Kim Ir Sena (kwiecień 1992), ponadto kawaler Orderu Kim Dzong Ila (luty 2012).